# Weltherrschaft
Weltherrschaft (auch Universalherrschaft) ist die Herrschaft über die gesamte Menschheit bzw. (bezogen auf die vormoderne Geschichte) die bekannte Welt. Dieser unerreichte Zustand war das Ziel verschiedener Mächte und Bewegungen, ebenso fungierte der Begriff teilweise nur als ideelles Schlagwort. Die Idee der Weltherrschaft entstand bereits in der Antike und galt in diesem Sinne, bezogen auf die den Erhebern des Anspruchs bekannte Welt (wie der des Römischen Reiches) bzw. als hegemonialer Anspruch, der aber nicht zwingend realpolitisch umgesetzt werden musste. Einer realen Beherrschung der gesamten Welt am nächsten kam bisher das Britische Weltreich.
Das Streben nach Weltherrschaft in einem pejorativen Sinn wurde in der Neuzeit verschiedenen Gruppen und politischen Systemen unterstellt und ist bis heute auch ein beliebtes Thema in Unterhaltungsmedien. Von einigen Autoren wird eine Weltherrschaft der Computer befürchtet.

## Geschichte
In der historischen Forschung werden verschiedene Weltreiche oder Hegemonialmächte als „Weltherrschaft“ beschrieben, so etwa das Römische Reich, das Mongolenreich unter Dschingis Khan oder das habsburgisch-spanische Kolonialreich unter Karl V., in dem die Sonne sinnbildlich nie unterging, oder das britische Empire, das 1922 eine Bevölkerung von 458 Millionen Menschen zählte (ein Viertel der damaligen Weltbevölkerung) und eine Fläche von ca. 33,67 Millionen km² (etwa ein Viertel der Landmasse der Erde). Tatsächlich übten all diese Gebilde Herrschaft jeweils nur über einen Bruchteil der Erdoberfläche und der Weltbevölkerung aus.

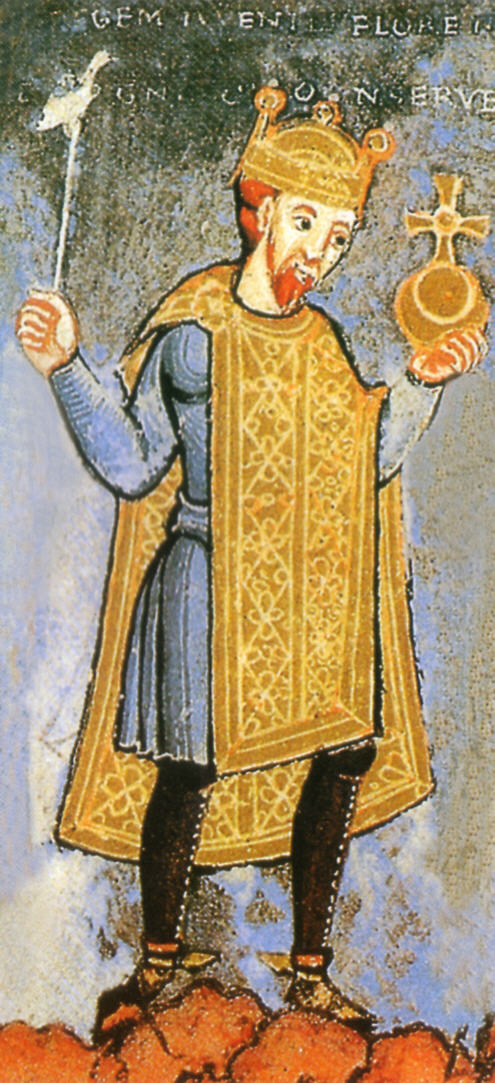
Kaiser Heinrich III. mit Zepter und Reichsapfel, Miniatur aus dem Perikopenbuch Heinrichs III. um 1040

Die Idee der Weltherrschaft wurde bereits in der Antike vertreten: Von den altorientalischen Reichen bis hin zum Römischen Reich. In römischer Zeit wurde explizit eine unbegrenzte römische Herrschaft propagiert (imperium sine fine). Dies verband sich in der Spätantike mit dem christlichen Einheitsgedanken, was auch im Mittelalter von Bedeutung war. Die Kaiser des Heiligen Römischen Reiches verstanden sich zumindest ideell (nicht zwingend realpolitisch) im Sinne der Reichsidee als „Weltherrscher“ und vertraten einen Universalherrschaftsanspruch. Während der universale Herrschaftsanspruch im Frühmittelalter noch problemlos formuliert werden konnte, verlor er nach dem Investiturstreit an Kraft. In der Stauferzeit wurde er nochmals betont, doch blieb er dann im Spätmittelalter politisch (außer im frühen 14. Jahrhundert) ohne größere Bedeutung. Die Weltherrschaft wurde im Mittelalter auch vom Papsttum beansprucht (Dictatus Papae, Bulle Unam Sanctam, Papstprimat), konnte im weltlichen Bereich aber nicht durchgesetzt werden.

Die Sultane des Osmanischen Reiches erhoben seit dem 15. Jahrhundert ebenfalls diesen Anspruch. Sultan Süleyman I. zum Beispiel rechtfertigte ihn bei Verhandlungen im Vorfeld seiner Belagerung Wiens 1529 theologisch: 

„Weil nur ein Gott und nur ein Himmel ist, so ist es gerecht, dass auf dem Erdreich auch nur ein Haupt und Regierer sei: Derselbe will Er sein und seinen Kopf nicht sanft legen, bis sie und die ganze Christenheit unter seine Gewalt bezwungen werden.“

Der Napoleon-Biograph August Fournier interpretierte die Kriege Napoleons I. gegen das Britische Empire, das Kaisertum Österreich und weitere Reiche als „Kampf um die Weltherrschaft“. Auch wurde vom Marxismus eine Weltrevolution vorausgesagt, also die Zerschlagung der bürgerlichen Herrschaft in allen Staaten der Erde und die Errichtung einer weltweiten Diktatur des Proletariats in Form einer „sozialistischen Weltrepublik“.

## Nationalsozialismus
Für die Politikwissenschaftlerin Hannah Arendt ist das Streben nach Weltherrschaft eines der Kennzeichen totalitärer Systeme. Ob auch Adolf Hitler und die Nationalsozialisten die Weltherrschaft oder eine koloniale Weltvorherrschaft anstrebten, ist in der historischen Forschung seit langer Zeit umstritten. An Weltherrschaftspläne Hitlers glaubten beispielsweise Konrad Heiden Andreas Hillgruber, Jochen Thies, Hans-Ulrich Wehler und Michael Grüttner. Dieser deutet etwa folgendes Zitat aus einer 1930 gehaltenen Rede Hitlers als Indiz dafür, dass dieser die Weltherrschaft anstrebte:

„Jedes Wesen strebt nach Expansion, und jedes Volk strebt nach der Weltherrschaft. Aber nur wer dieses letzte Ziel im Auge behält, gerät auf den richtigen Weg. Und das Volk, das dieses Ziel sich zu stellen zu feige ist, den Mut nicht mehr besitzt oder die Kraft nicht mehr hat, den Weg zu finden, dieses Volk betritt dann den zweiten Weg, und zwar den des Verzichtens, der Selbstaufgabe, der endlich bei der Vernichtung und in der Vernichtung seinen Abschluß findet.“

Dass Hitler die Errichtung einer kontinentaleuropäischen Hegemonie anstrebte, glauben dagegen Axel Kuhn, Dietrich Aigner und Eberhard Jäckel. Der irische Historiker Brendan Simms glaubt, dass Hitler keine Weltherrschaft, sondern eine deutsche Weltmachtstellung anstrebte, die er als Voraussetzung für ein nationales Überleben ansah.
In dieser Kontroverse zwischen „Globalisten“ und „Kontinentalisten“ nimmt der Historiker Jürgen Müller eine mittlere Position ein: Er schlägt vor, zwischen den Zielen zu unterscheiden, die Hitler in seinem Leben real erreichen wollte, und denen, die erst seine Nachfolger anstreben würden. Aus der Tatsache, dass Hitler sich für Lateinamerika nicht interessierte, zieht er den Schluss, es sei sein „Lebensziel“ gewesen, für Deutschland lediglich die Herrschaft über Europa und eine weltwirtschaftliche Führungsrolle zu sichern. „Seinen Nachfolgern sollte es überlassen bleiben, Grundlage die Bestimmung der arischen Rasse zu erfüllen“.

## Weltherrschaftspläne als politischer Vorwurf
Der Vorwurf, die Weltherrschaft anzustreben, war und ist ein verbreitetes Mittel, um eine Gruppe oder ein Denksystem zu diskreditieren. Dies wurde unter anderem unterstellt
- Ludwig XIV. seit dem Holländischen Krieg,[19]
- dem Illuminatenorden, einer 1785 verbotenen Geheimgesellschaft, der seitdem von verschiedenen Verschwörungstheorien immer wieder unterstellt wird, sie existiere insgeheim fort,[20]
- der römisch-katholischen Kirche im Kulturkampf,[21]
- den Juden – mit der bekannten Fälschung eines angeblichen Fahrplans zur Weltherrschaft, den Protokollen der Weisen von Zion,[22] oder in der NS-Propaganda, zum Beispiel in der Ausstellung Der ewige Jude von 1937 oder dem gleichnamigen Film von 1940.[23]
- dem Realsozialismus und der Sowjetunion[24]
- den USA oder Gruppen, die sie insgeheim kontrollieren würden (siehe etwa Zionist Occupied Government), wird in verschiedenen Verschwörungstheorien unterstellt, eine Neue Weltordnung anzustreben.

## Technologische Singularität
Im Zusammenhang mit den raschen Fortschritten der Künstlichen Intelligenz (KI) wird seit langem spekukuliert, es könne zu einer technologischen Singularität kommen, in der Computer eine Superintelligenz ausbilden und die Weltherrschaft übernehmen. Bereits 1970 hatte der KI-Forscher Marvin Minsky prophezeit, wenn die Menschheit Glück habe, würden die Roboter „uns als Haustiere halten“; laufe es schlecht, „betrachten sie uns als ihre Nahrung“. In den 2020er Jahren wurde vermehrt vor dieser Gefahr gewarnt und ein Moratorium der KI-Forschung gefordert. Der Journalist Alexander Brentler sieht diese Warnungen, die unter anderem von Profiteuren der KI-Forschung wie Elon Musk vertreten würden, lediglich eine „Marketing-Masche“: Chat-GPT 4 sei immer noch lediglich „eine Lern- und keine Denkmaschine, die sicherlich nicht imstande ist, nach der Weltherrschaft zu trachten“.

## Theologie
Im christlichen Kontext wird Jesus Christus als (letzter) Weltherrscher oder Weltenherrscher bezeichnet. Damit ist einerseits gemeint, dass er im geistlichen Sinne bereits gegenwärtig als Christkönig Pantokrator der Herrscher alles Bestehenden sei. In der Eschatologie soll er als wiederkommender Messias erst noch Weltenherrscher werden und den zuvor mit Hilfe von Satan herrschenden Antichristen ablösen.

## Populärkultur
In Unterhaltungsmedien findet sich recht häufig die Figur eines Superschurken oder verrückten Wissenschaftlers, der die Weltherrschaft anstrebt, so etwa bei Dr. Mabuse, in den James-Bond-Filmen, im DC-Universum oder – als Parodie – in der Zeichentrickserie Pinky und der Brain.